# Laguna (powieść)
Laguna (tyt. oryg. Lagoon) – afrykańsko-futurystyczna powieść Nnedi Okorafor wydana w 2014. Od czasu publikacji zwróciła dużą uwagę naukowców. W 2014 znalazła się na liście honorowej nagrody James Tiptree Jr. Award. W Polsce ukazała się w 2015, nakładem wydawnictwa Mag, w ramach serii Uczta Wyobraźni. Tłumaczyła ją Anna Studniarek.

## Fabuła
Na plaży Bar Beach w Lagos spotyka się trójka nieznajomych. Adora, biolog morski, wyszła z domu po tym, jak została spoliczkowana przez męża. Argu, żołnierz, szuka na plaży telefonu, aby móc zgłosić coś ważnego. Sławny raper Anthony próbuje zaś uciec od zgiełku sławy. Wtedy za sprawą dziwnego wybuchu tracą na chwilę przytomność, aby po wybudzeniu spotkać dziwną kobietę, która prędko przyznaje się do bycia przedstawicielką obcej rasy. Adora zabiera ją do swojego laboratorium i prędko to potwierdza. W tym samym czasie nieznajoma wyjaśnia, że została wybrana przez swój lud jako ta, która ma spotkać się z ludzkością jako pierwsza.